# Богдаш
Богдаш (алб. Bogdash) је планина на Косову и Метохији на планинском ланцу Проклетије. Са висином од 2.533 метара, највиши је врх Богићевице и један од највиших врхова Проклетија. Планина се налази близу границе са Црном Гором.